# فینیانا

فینیانا (به اسپانیایی: Fiñana) دهستانی در استان آلمریای اسپانیا است.
در این دهستان ۲۴۴۲ نفر زندگی می‌کنند. مساحت این دهستان ۱۳۵ کیلومتر مربع است.